# Multivesicula
Genre
Multivesicula est un genre de collemboles de la famille des Tullbergiidae.

## Liste des espèces
Selon Checklist of the Collembola of the World (version du 16 septembre 2019) :
- Multivesicula aliciae Palacios-Vargas & Díaz, 1996
- Multivesicula ampla (Christiansen & Bellinger, 1980)
- Multivesicula columbica Rusek, 1982
- Multivesicula dolomitica Rusek, 1982
- Multivesicula giljarovi Rusek, 1982
- Multivesicula punctata Rusek, 1982

## Publication originale
- Rusek, 1982 : Multivesicula gen. n. from the subfamily Tullbergiinae (Collembola: Onychiuridae). Vestnik Ceskoslovenske Spolecnosti Zoologicke, vol. 46, no 1, p. 33-44.